# Peter Sommerer
Peter Sommerer (* 1976 in Steyr) ist ein österreichischer Dirigent. Seit 2021 ist er Chefdirigent und künstlerischer Leiter der Sächsischen Bläserphilharmonie sowie künstlerischer Leiter der Deutschen Bläserakademie.

## Leben und Wirken
Peter Sommerer erhielt im Alter von sechs Jahren ersten Violinunterricht und studierte während der Gymnasialzeit Violine am Bruckner-Konservatorium in Linz. Anschließend studierte er Dirigieren an der Universität für Musik und darstellende Kunst Wien bei Uroš Lajovic und an der Universität Wien. Als Dirigent debütierte er während des Studiums an der Neuen Oper Wien. 2002 hatte er die musikalische Leitung des Internationalen Opernstudios Meran inne. Seine Tätigkeit als ständiger Assistent von Michael Boder von 2002 bis 2005 führte ihn an die Wiener Staatsoper, die Semperoper, die Berliner Staatsoper und an das Nationaltheater München. 2004 war er außerdem musikalischer Assistent bei den Salzburger Festspielen. Es folgte von 2005 bis 2010 ein festes Engagement am Theater Osnabrück.
Ab 2010 war er zunächst Erster Kapellmeister und stellvertretender Generalmusikdirektor am Landestheater Schleswig-Holstein, wo er dann von 2012 bis Sommer 2019 als Generalmusikdirektor wirkte. Zu Beginn der Saison 2018/2019 übernahm er die künstlerischen Leitung der Jungen Philharmonie Brandenburg. Im Januar 2021 wurde er Chefdirigent und künstlerischer Leiter der Sächsischen Bläserphilharmonie sowie künstlerischer Leiter der Deutschen Bläserakademie.
Zudem ist er international als Gastdirigent tätig und dirigierte unter anderem die Königliche Kapelle Kopenhagen, die Hamburger Symphoniker, die Brandenburger Symphoniker, die Nürnberger Symphoniker, die Lübecker Philharmoniker, die Magdeburger Philharmonie, die Jenaer Philharmonie, das Nationale Radiosinfonieorchester Bukarest, das Bucheon Philharmonic Orchestra, das Philharmonische Orchester Graz, die Süddänische Philharmonie sowie philharmonische Orchester in den USA und in Kanada.
Sein Konzertrepertoire umfasst klassische sinfonische Programme bis hin zu „Cross-Over“. Im Jahr 2021 führte er mit Förderung der Europäischen Union und europäischen Botschaften erstmals in der Geschichte des Iran mit dem Austrian Iranian Symphony Orchestra, das erweitert Musikern des Amsterdamer Concertgebouw-Orchesters, der Bamberger Symphoniker, des Radiosinfonieorchesters Wien und anderen renommierten europäischen Orchestern erweitert wurde, Gustav Mahlers 1. Sinfonie auf.
Er verantwortete Opernproduktionen wie Ligetis Le Grand Macabre, Puccinis Manon Lescaut, Donizettis Lucia di Lammermoor, Hindemiths Cardillac, Verdis La Traviata, Alban Bergs Lulu, Massenets Don Quichotte oder Bizets Carmen.
Zudem unterrichtet Sommerer seit 2022 als Dozent für Orchesterleitung an der Hochschule für Musik und Theater „Felix Mendelssohn Bartholdy“ Leipzig. Zuvor lehrte er an der Musikhochschule Lübeck.

## Diskografie
- Nordic Music. Werke von Grieg, Berwald, Nielsen. Mit Ana-Marija Markovina, Klavier; Schleswig-Holsteinisches Sinfonieorchester (Hänssler Classic; 2019)

- La Valse. Werke von Berlioz, Chopin, Ravel, Fauré, Franck. Mit der Sächsischen Bläserphilharmonie (Hänssler Classic; 2022)